# Tempo di viaggio
Pour plus de détails, voir Fiche technique et Distribution.
Tempo di viaggio est un film documentaire italien réalisé par Andreï Tarkovski et Tonino Guerra, sorti en 1983.
Il a été présenté dans la section Un certain regard au 48e Festival de Cannes, en 1995.

## Synopsis
Tarkovski et son ami le scénariste Tonino Guerra voyagent en Italie pour préparer Nostalghia. Les deux voyageurs sont en repérage d'endroits où tourner le film, tout en contemplant les beautés architecturales et en discutant du cinéma.
Tarkovski révèle sa philosophie sur la réalisation et parle de son admiration pour certains réalisateurs, entre autres Robert Bresson, Jean Vigo, Michelangelo Antonioni, Federico Fellini et Ingmar Bergman.

## Fiche technique
- Photo : Luciano Tovoli
- Montage : Franco Letti
- Assistant montage : Carlo D'Alessandro
- Direction de la production : Franco Terilli
- Durée : 62 minutes
- Pays d'origine :  Italie
- Langues originales : italien et russe

## Autour du film
C'est le seul documentaire sur lui que Tarkovski ait aussi coréalisé. Plusieurs dizaines d'autres documentaires à son sujet ont été produits. Les plus notables sont Une journée d'Andreï Arsenevitch (1999) de Chris Marker et Élégie de Moscou d'Alexandre Sokourov.

## DVD
Le film est disponible dans Tarkovski. L'intégrale (2017), 8 DVDs.